# 奉化駅 (慶尚北道)
奉化駅（ポンファえき）は、慶尚北道奉化郡にある、韓国鉄道公社の駅である。

## 駅構造
- 島式ホーム1面2線の地上駅。

## 歴史
- 1950年2月1日 - 慶北乃城駅として開業[1]。
- 1955年7月1日 - 奉化駅に改称[2]。

## 隣の駅
韓国鉄道公社
嶺東線
栄州駅 - (北栄州信号所) - (文丹信号場) - 奉化駅 - (巨村駅) - (鳳城駅) - (法田駅) - 春陽駅